# Altered Carbon
Altered Carbon é uma série de televisão de ficção científica criada por Laeta Kalogridis baseada no Romance  de 2002 de mesmo nome  de Richard K. Morgan. A primeira temporada é composta por dez episódios que estrearam em 2 de fevereiro de 2018 na Netflix. Em 27 de julho de 2018, a série foi renovada para uma segunda temporada, com Anthony Mackie assumindo o papel principal. Em agosto de 2020, a série foi cancelada após duas temporadas.

## Sinopse
A série ocorre em 364 anos no futuro no ano de 2384, em uma San Francisco futurista conhecida como Bay City. No futuro, as memórias de uma pessoa podem ser decantadas em um dispositivo em forma de disco chamado de pilha cortical, que é implantada nas vértebras na parte de trás do pescoço. Esses dispositivos de armazenamento são de design alienígena e foram submetidos a engenharia reversa e produzidos em massa. Os corpos físicos humanos ou sintéticos são chamados de "capas" e as pilhas podem ser transferidas para novos corpos após a morte, mas uma pessoa ainda pode ser morta se sua pilha for destruída. Enquanto isso teoricamente significa que qualquer um pode viver para sempre, apenas os mais ricos, conhecidos como "Matusas" em referência a Matusalém, têm os meios para fazê-lo através de clones e armazenamento remoto de suas consciências em satélites.
Takeshi Kovacs (Joel Kinnaman / Will Yun Lee / Byron Mann), um agente político com habilidades mercenárias, é o único soldado sobrevivente dos Emissários, um grupo rebelde derrotado em uma revolta contra a nova ordem mundial. 250 anos depois de os Emissários serem destruídos, o seu stack é retirado da prisão pelo Matusa Laurens Bancroft (James Purefoy), de 300 anos, um dos homens mais ricos dos mundos estabelecidos. Bancroft lhe dá a escolha de resolver um assassinato - o do próprio Bancroft - para ter uma nova chance de vida.

## Elenco

### Principal
- Joel Kinnaman como Takeshi Kovacs[12]
- Renée Elise Goldsberry como Quellcrist Falconer[13]
- James Purefoy como Laurens Bancroft[14]
- Kristin Lehman como Miriam Bancroft[15]
- Martha Higareda como Kristin Ortega[14]
- Dichen Lachman como Reileen Kawahara[14]
- Will Yun Lee como Takeshi Kovacs Original[16]
- Hayley Law como Lizzie Elliot[17]
- Chris Conner como Edgar Allan Poe[18]
- Ato Essandoh como Vernon Elliot[18]
- Trieu Tran como Mister Leung[19]
- Thainara Nogueira como Alicia[17]

### Recorrente
- Joel Kinnaman como Elias Ryker
- Leonardo Nam como Stronghold Kovacs[14]
- Marlene Forte como Alazne Ortega
- Byron Mann como O.G. Kovacs[20]
- Tamara Taylor como Oumou Prescott[21]
- Adam Busch como Mickey[22]
- Olga Fonda como Sarah[23]
- Hiro Kanagawa como Captain Tanaka[24]

## Produção
A série foi encomendada pela primeira vez pela Netflix em janeiro de 2016, quinze anos depois de o showrunner Laeta Kalogridis ter originalmente optado pela novela, com a intenção original de fazer um longa-metragem. De acordo com Kalogridis, a natureza complexa do romance e seu material avaliado R-rated significava que era uma venda difícil para estúdios antes que a Netflix encomendasse a série. Miguel Sapochnik dirigiu o episódio piloto.

## Episódios
| Temporada | Temporada | Episódios | Episódios | Originalmente exibido   |
| --------- | --------- | --------- | --------- | ----------------------- |
|           | 1         | 10        | 10        | 2 de fevereiro de 2018  |
|           | 2         | 8         | 8         | 27 de fevereiro de 2019 |

| N.º na série | N.º na temp. | Título              | Dirigido por     | Escrito por                      | Lançamento             |
| ------------ | ------------ | ------------------- | ---------------- | -------------------------------- | ---------------------- |
| 1            | 1            | "Out of the Past"   | Miguel Sapochnik | Laeta Kalogridis                 | 2 de fevereiro de 2018 |
| 2            | 2            | "Fallen Angel"      | Nick Hurran      | Steve Blackman                   | 2 de fevereiro de 2018 |
| 3            | 3            | "In a Lonely Place" | Nick Hurran      | Brian Nelson                     | 2 de fevereiro de 2018 |
| 4            | 4            | "Force of Evil"     | Alex Graves      | Russel Friend & Garrett Lerner   | 2 de fevereiro de 2018 |
| 5            | 5            | "The Wrong Man"     | Uta Briesewitz   | Nevin Densham                    | 2 de fevereiro de 2018 |
| 6            | 6            | "Man with My Face"  | Alex Graves      | Steve Blackman                   | 2 de fevereiro de 2018 |
| 7            | 7            | "Nora Inu"          | Andy Goddard     | Nevin Densham & Casey Fisher     | 2 de fevereiro de 2018 |
| 8            | 8            | "Clash by Night"    | Uta Briesewitz   | Brian Nelson                     | 2 de fevereiro de 2018 |
| 9            | 9            | "Rage in Heaven"    | Peter Hoar       | Russell Friend & Garrett Lerner  | 2 de fevereiro de 2018 |
| 10           | 10           | "The Killers"       | Peter Hoar       | Laeta Kalogridis & Nevin Densham | 2 de fevereiro de 2018 |